# Serapias rainei
Serapias rainei là một loài thực vật có hoa trong họ Lan. Loài này được E.G.Camus miêu tả khoa học đầu tiên năm 1908.